# C/2020 F8 (SWAN)
C/2020 F8 (SWAN), hay Comet SWAN, là một sao chổi được phát hiện từ hình ảnh được chụp bởi camera SWAN vào ngày 25 tháng 3 năm 2020, trên tàu vũ trụ Solar Heliospheric Observer (SOHO).
Nó cách Trái Đất 1,1 AU (160 triệu km; 430 LD)            nằm trong chòm sao Ngọc Phu với cấp sao biểu kiến là 8.  Sao chổi hiện có thể đang ở chế độ phát sáng và giàu hydro. Sao chổi được nhìn thấy tốt nhất là ở khu vực Nam bán cầu. Sao chổi có thể sẽ đạt cường độ là 4 trên bầu trời buổi sáng vào tháng tới nhưng sẽ gần thời điểm hoàng hôn. Ở bán cầu Bắc, nó có thể được nhìn thấy rõ nhất vào cuối tháng 5 khi nó ở gần ngôi sao Capella.

## Quỹ đạo
Trung tâm Minor Planet liệt kê quỹ đạo của sao chổi như bị ràng buộc với {\displaystyle e<1}. Với cung quan sát 3 ngày là rất ngắn, JPL liệt kê sao chổi có quỹ đạo hyperbolic với độ lệch tâm là 1.1±0.2, nhưng với cung quan sát dài hơn sẽ cần thiết để tinh chỉnh các yếu tố không chắc chắn và biết liệu chu kỳ quỹ đạo là hàng ngàn hay hàng triệu năm.
Vào ngày 12 tháng 5 năm 2020, sao chổi sẽ vượt qua khoảng cách 0,56 AU (84 triệu km; 220 LD)            tính từ Trái Đất. Vào khoảng ngày 27 tháng 5 năm 2020, sao chổi sẽ đi đến củng điểm quỹ đạo là 0,43 AU (64 triệu km) tính từ Mặt trời.